# Ronde van San Juan
De Ronde van San Juan is een wielerwedstrijd die in januari wordt verreden in de provincie San Juan met start en finish in de stad San Juan in Argentinië. De wedstrijd is een van de belangrijkere wielerwedstrijden in Argentinië en maakte van 2017-2019 deel uit van de UCI America Tour met een classificatie van 2.1. In 2020 werd de koers opgenomen op de nieuwe UCI ProSeries-kalender. Vanwege de coronapandemie werd in 2021 en 2022 geen editie georganiseerd.

## Lijst van winnaars

### Meervoudige winnaars
| Overwinningen | Renner            | Land       | Jaren            |
| ------------- | ----------------- | ---------- | ---------------- |
| 3             | Alberto Bravo     | Argentinië | 1989, 1991, 1992 |
| 3             | Laureano Rosas    | Argentinië | 2014, 2015, 2016 |
| 2             | Ramón Sánchez     | Argentinië | 1985, 1986       |
| 2             | Juan Agüero       | Argentinië | 1993, 1994       |
| 2             | Edgardo Simón     | Argentinië | 2001, 2002       |
| 2             | Oscar Villalobo   | Argentinië | 2003, 2004       |
| 2             | Luciano Montivero | Argentinië | 2005, 2007       |
| 2             | Gerardo Fernández | Argentinië | 2006, 2009       |
| 2             | Juan Pablo Dotti  | Argentinië | 2010, 2012       |
| 2             | Daniel Zamora     | Argentinië | 2011, 2013       |

### Overwinningen per land
| Overwinningen | Land                             |
| ------------- | -------------------------------- |
| 33            | Argentinië                       |
| 2             | Colombia                         |
| 1             | België, Chili, Nederland, Spanje |

### Winnaars nevenklassementen
| Jaar | Puntenklassement                    | Bergklassement                      | Jongerenklassement                  | Ploegenklassement                   |
| ---- | ----------------------------------- | ----------------------------------- | ----------------------------------- | ----------------------------------- |
| 2017 | Nicolás Naranjo                     | Franco Lopez                        | Egan Bernal                         | Bahrain Merida                      |
| 2018 | Adrián Richeze                      | Daniel Juárez                       | Filippo Ganna                       | Medellín                            |
| 2019 | Maximiliano Navarrete               | Nicolás Paredes                     | Remco Evenepoel                     | Movistar Team                       |
| 2020 | Daniel Juárez                       | Guillaume Martin                    | Remco Evenepoel                     | Movistar Team                       |
| 2021 | Afgelast vanwege de coronapandemie. | Afgelast vanwege de coronapandemie. | Afgelast vanwege de coronapandemie. | Afgelast vanwege de coronapandemie. |
| 2022 | Afgelast vanwege de coronapandemie. | Afgelast vanwege de coronapandemie. | Afgelast vanwege de coronapandemie. | Afgelast vanwege de coronapandemie. |
| 2023 | niet uitgereikt                     | Manuele Tarozzi                     | Matthew Riccitello                  | INEOS Grenadiers                    |